# Агуа-Доси-ду-Норти
Агуа-Доси-ду-Норти (порт. Água Doce do Norte) — муниципалитет в Бразилии, входит в штат Эспириту-Санту. Составная часть мезорегиона Северо-запад штата Эспириту-Санту. Входит в экономико-статистический микрорегион Барра-ди-Сан-Франсиску. Население составляет 12 788 человек на 2006 год. Занимает площадь 484,046 км². Плотность населения — 26,4 чел./км².

## История
Город основан 10 мая 1988 года.

## Статистика
- Валовой внутренний продукт на 2005 составляет 63.969.000,00 реалов (данные: Бразильский институт географии и статистики).
- Валовой внутренний продукт на душу населения на 2003 составляет 2.514,30 реалов (данные: Бразильский институт географии и статистики).
- Индекс развития человеческого потенциала на 2000 составляет 0,659 (данные: Программа развития ООН).